# 约亨·迈斯纳
约亨·迈斯纳（德語：Jochen Meißner，1943年5月8日—），德国男子赛艇运动员。他曾代表西德参加1968年和1972年夏季奥林匹克运动会赛艇比赛，其中1968年奥运会获得一枚银牌。